# Rozelle House

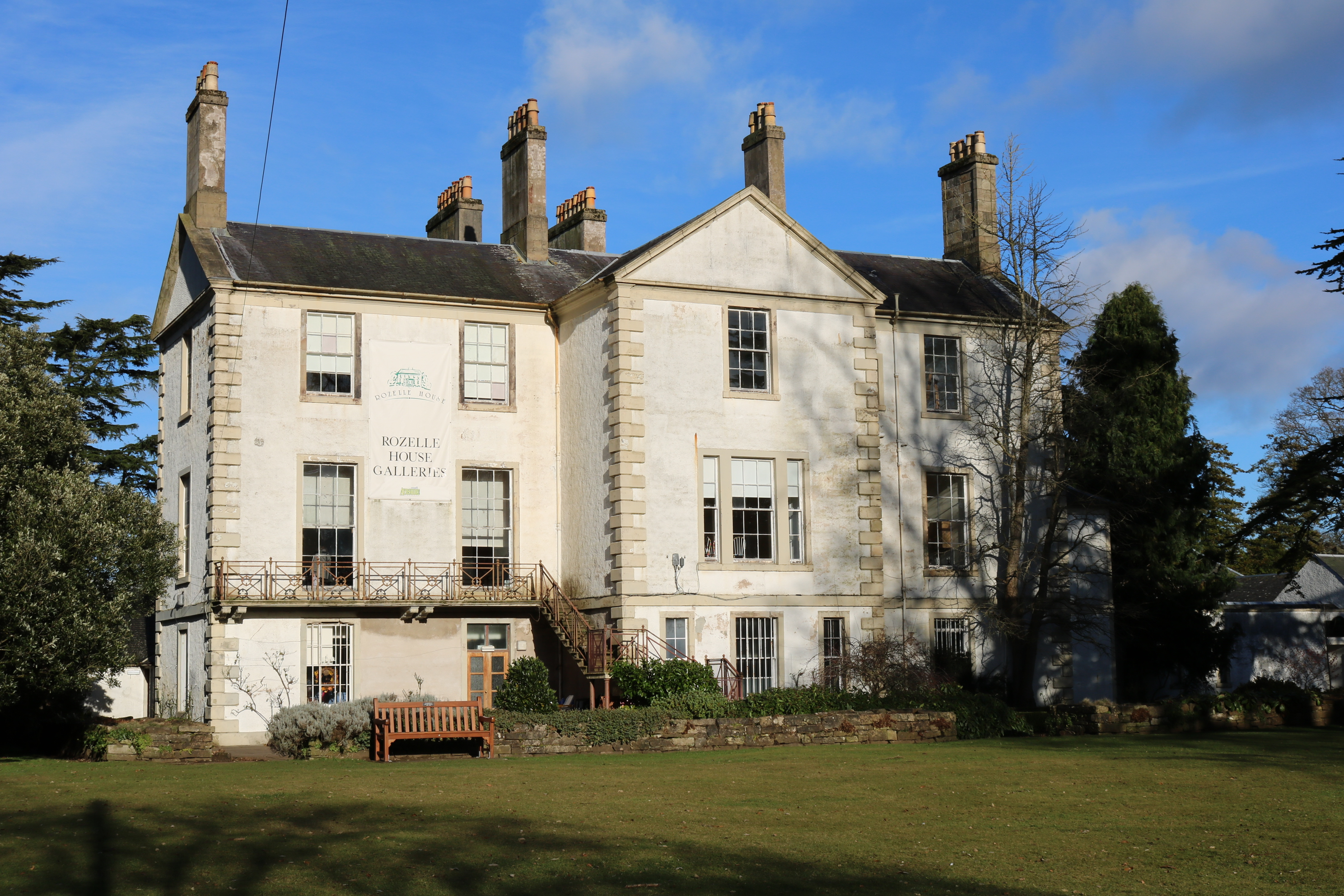
Rozelle House

Rozelle House ist ein Herrenhaus in der schottischen Stadt Ayr in der Council Area South Ayrshire. 1971 wurde das Gebäude in die schottischen Denkmallisten in der höchsten Kategorie A aufgenommen. Des Weiteren bildet es zusammen mit der Rozelle Lodge ein Denkmalensemble der Kategorie B.

## Geschichte
Die Ländereien befanden sich über Jahrhunderte in Besitz des Burghs Ayr. Erst 1754 sah sich die Stadt zur Reduktion ihres Schuldenstandes zum Verkauf genötigt. Der Geschäftsmann Robert Hamilton, der sein Vermögen mit dem Zucker- und Tabakhandel auf den Westindischen Inseln gemacht hatte, erwarb die Ländereien zum Preis von 2000 £. Im selben Jahr ließ Hamilton den Bau von Rozelle House beginnen. Das im Jahre 1760 fertiggestellte Gebäude wurde Rozelle nach Rochelle, dem Familienanwesen auf Jamaika, benannt.
Zwischen 1829 und 1831 wurde Rozelle House durch den schottischen Architekten David Bryce überarbeitet. Bis zum 15. November 1968 befand sich das Anwesen in Familienbesitz, als John Hamilton es der Stadt Ayr schenkte. Zuvor war die Familie bereits in finanzielle Schwierigkeiten geraten und musste Teile der Ländereien veräußern. Die Stadt nutzt Rozelle House zu kulturellen Zwecken. So ist unter anderem in dem Herrenhaus das Ayrshire Yeomanry Museum und in den ehemaligen Stallungen die Maclaurin Galleries eingerichtet.

## Beschreibung
Der Corps de Logis des palladianischen Herrenhauses ist zweistöckig. Mittig tritt der Eingangsbereich hervor. Er wird über eine kurze Vortreppe erreicht und ist mit Gesimse und Blendpfeilern gestaltet. Beidseitig gehen einstöckige geschwungene Flügel von diesem Gebäudeteil ab, die jeweils einen Viertelkreis beschreiben. Sie verbinden den Haupttrakt mit den vorgelagerten Pavillons. Der rechte Pavillon ist drei Achsen weit und mit zentraler Eingangstüre gestaltet. In dem linken Pavillon waren ehemals die Stallungen untergebracht. Ein Gesims bekrönt den Torweg zu dem Innenhof. Der Torweg ist mit Segmentbogen mit Schlussstein gearbeitet.